# 콜롬비아나
《콜롬비아나》(영어: Colombiana)는 2011년 공개된 프랑스의 액션 영화로, 뤼크 베송이 제작과 각본을 담당하고 올리비에 메가통이 감독했다. 주인공 역은 조이 살다나이며, 미카엘 바르탕, 클리프 커티스, 레니 제임스, 캘럼 블루, 호르디 몰라가 출연한다.

## 출연
- 조이 살다나 - 카탈레야 레스트레포
  - 어맨들라 스텐버그 (아역)
- 미카엘 바르탕 - 대니 덜레이니
- 클리프 커티스 - 에밀리오 레스트레포
- 레니 제임스 - 제임스 로스 FBI 요원
- 캘럼 블루 - 스티브 리처드 CIA 요원
- 베토 베니테스 - 마약상 돈 루이스 산도발
- 호르디 몰라 - 마르코
- 그레이엄 맥태비시 - 워런 보안관
- 맥스 마티니 - 윌리엄스 FBI 특수요원
- 오펠리아 메디나 - 마마
- 제시 보레고 - 파비오 레스트레포
- 신시아 아다이로빈슨 - 알리시아 레스트레포
- 더그 라오 - 마이클 시노
- 샘 더글러스 - 윌리엄 우가드
- 아피프 벤 바드라 - 제나로 리초